# 陳泳素
陳泳素（진영소）は、中国明の武将であり、慶長の役に明水軍の主将（総兵）として参戦した陳璘の孫である。清が明に取って代わった1644年に李氏朝鮮に亡命、祖父である陳璘との関係を通じて朝鮮に定着して、朝鮮氏族の広東陳氏の中始祖となる。

## 家系
- 祖父：陳璘